# Denise Emmer
Denise Emmer Dias Gomes Gerhardt (Rio de Janeiro, 18 de junho de 1958), mais conhecida como Denise Emmer, é uma poeta, compositora, cantora, violoncelista  e escritora brasileira.
A poeta Denise Emmer é filha dos escritores Janete Clair e Dias Gomes. Seus irmãos, o baterista Alfredo Dias Gomes e o trompetista, Guilherme Dias Gomes. Tornou-se primeiramente conhecida por temas musicais compostos para personagens das telenovelas, tais como "Pelas muralhas da adolescência", Bandeira 2, "Montanhês", presente na trilha nacional da novela Bravo!, e "Alouette",  Pai Herói, "Companheiros", Sinhá Moça, entre outros, alcançando depois, reconhecimento pela sua vasta e premiada produção poética.
É violoncelista da Orquestra Rio Camerata.

## Biografia
Denise começou a compor aos 10 anos, e ainda no colégio fazia composições em português arcaico, como Galvan el gran cavalero e Aquestas mañanas frias.
Estudou piano clássico e formou-se em física. É pós graduada em filosofia (especialização-lato-sensu) pelo Instituto de Filosofia e Ciências Sociais da Universidade Federal do Rio de Janeiro.
Graduou-se também em violoncelo pelo Conservatório Brasileiro de Música (bacharelado), sob a orientação do violoncelista Paulo Santoro.

## Carreira musical
Na década de 1970 compôs vários temas para telenovelas da Rede Globo, como "Pelas muralhas da adolescência" (para Bandeira 2); "Tema verde" (para Assim na Terra como no Céu); "O amor contra o tempo" e "Montanhês" (para Bravo!); "Pedra de ouro" (para O Pulo do Gato) e "Alouette" (para Pai Herói).
O compacto simples "Alouette", lançado em 1980 (um ano depois da novela), vendeu mais de 300 mil cópias, o que rendeu a Denise o Disco de Ouro e o reconhecimento público, participando de vários programas de televisão, como o Fantástico. Essa canção seria incluída posteriormente na coletânea Belle France, da Globodisc, além de uma versão instrumental no compacto duplo que incluía "Chocolat", "Jardineiro" e "Sândalus", todas de Denise e com solo de flauta doce da própria compositora.
Na década de 1980 foi assistente de Waltel Blanco na produção de trilhas sonoras de novelas e seriados, como O Bem-Amado e Quarta nobre.
O primeiro long play veio em 1980, Pelos Caminhos da América, que continha composições suas ("Lavadeiras", "Boiadeiros do céu", "Garganta", etc.), de Milton Nascimento ("Minha cidade suja", sobre poema de Ferreira Gullar) e outras. O disco tinha arranjos do Grupo Água, com quem Denise se apresentou em show no Parque Laje, no Rio de Janeiro.
Em 1981 veio o LP Toda Cidade É um Pássaro, em que atuou como cantora e instrumentista. As canções eram todas suas. Em 1983 gravou o LP Canto Lunar, também só com canções suas. A canção-título seria, anos depois, gravada pelo grupo Tarancón.
Ainda na década de 1980 participou da trilha sonora de outras telenovelas da Globo: "Lavadeiras", para Coração Alado, de Janete Clair; "Cavaleiro do Rio Seco", para Voltei pra Você, de Benedito Ruy Barbosa; e "Companheiro", para Sinhá Moça, também de Benedito.
O LP Cantiga do Verso Avesso veio em 1992 e também era todo de canções próprias, algumas sobre poemas conhecidos, como "Soneto do amor nascendo" (Pedro Lyra), "Canção" (Ivan Junqueira), "Poema do cego, da noite e do mar" (Moacyr Félix). A canção "Cavaleiro do Rio Seco" foi homenagem ao compositor Elomar. O disco teve participação de Jacques Morelenbaum.
Em 1994 criou o grupo Trovarte, em que cantava acompanhada pelo violão de Beto Resende, pela viola de Ivan Sérgio Niremberg e o violino de Ludmila Plitek. O grupo se apresentou na Academia Brasileira de Letras e na Casa de Cultura Estácio de Sá, entre outros palcos.
O CD Cinco Movimentos e um Soneto (1995) foi todo com poemas de Ivan Junqueira musicados por Denise, também com participação de Jacques Morelembaum em algumas faixas.
Ainda musicando poemas consagrados, Denise gravou, em 2004, o CD Mapa das Horas, no qual cantou e tocou violoncelo. O repertório inclui poemas de João Ruiz de Castelo-Blanco ("Partindo-se"), do século XV, Diogo Brandão ("Pois Tanto Gosto Levais"), do século XVI, e de autor desconhecido do século XV ("Cantiga da Ribeirinha"). Os arranjos, de estilo medieval, tinham instrumentos como viola de gamba, alaúde, oboé, organeto medieval etc. O disco foi lançado em show na Academia Brasileira de Letras.
Desde 2001 é violoncelista da Orquestra Rio Camerata como líder de naipe e do Quarteto de Cordas Legatto.

## Carreira Literária
O primeiro livro de poesia,  uma coletânea organizada pelo poeta Moacyr Félix, "Geração Estrela", foi publicado precocemente, na adolescência, pela Editora Paz e Terra (1975). Mas foi nos anos oitenta que sua produção se destacou, e seguiram-se as demais coletâneas de poesia: "Flor do Milênio - Ed. Civilização Brasileira, "Canções de Acender a Noite" - Ed. Civilização Brasileira, "Equação da Noite" - Ed. Philobliblion, "Ponto Zero" - Ed. Globo, "O Inventor de Enigmas" - Ed. José Olympio.
As excelentes críticas recebidas, tais como a do poeta, tradutor e acadêmico Ivan Junqueira (Folha de S.Paulo) que afirmou ser Denise "um dos maiores poetas de sua geração" e da romancista Rachel de Queiróz, em prefácio de "Teatro dos Elementos"(1993), onde diz que "Ela pega das palavras seus  elementos poéticos e faz deles um uso extremamente pessoal, inventa, recria, redistribui, suscita imagens absurdamente inesperadas e mágicas"... e, sobretudo os prêmios recebidos de "Melhor Poeta Jovem" da UBE, e "José Marti"(Casa Cuba Brasil), deram à poetisa incentivo para prosseguir em sua fértil produção.
Na década de noventa publicou "Invenção para uma Velha Musa" - Ed. José Olympio (Prêmio APCA e Prêmio Olavo Bilac da ABL), "Teatro dos Elementos & Outros Poemas" e "Cantares de Amor e Abismo" - Ed. 7letras. As críticas e prefácios de nomes de relevância intelectual, como Olga Savary, Nelson Werneck Sodré, Pedro Lyra, Alexei Bueno, entre outros, foram de grande importância para a sua carreira, e Denise voltou-se, então, para o romance publicando dois títulos: "O Insólito Festim" - Ed. Nova Fronteira (Prêmio Nacional de Literatura do PEN Club do Brasil), e " O Violoncelo Verde" - Ed. Civilização Brasileira.
Após um hiato de mais de dez anos, quando dedicou-se ao estudo do violoncelo, publicou "Poesia Reunida" - Ediouro, 2002, "Memórias da Montanha" - Ediouro, 2006, e recentemente, "Lampadário" - Ed7Letras, 2008, que recebeu o "Prêmio Cecília Meireles de Poesia", da União Brasileira de Escritores.
Além de participar de antologias poéticas como "41 Poetas do Rio" (Ministério da Cultura - organização Moacyr Félix-1998), "Antologia da Nova Poesia Brasileira" (Ed.Hipocampo/Fundação Rio Arte/Prefeitura do Rio de Janeiro - 1992) "POESIA SEMPRE" (-ano -?- n. 2 - Fundação Biblioteca Nacional - 1993) e periódicos, tais como "Jornal de Letras", entre outros, e teve, recentemente, seus poemas publicados na "Revista Brasileira" da Academia Brasileira de Letras n. 56, em setembro de 2008.
Seu mais recente livro, Lampadário, acaba de obter o Prêmio ABL de Poesia 2009.

## Discografia
- Alouette - Som Livre, 1980
- Pelos Caminhos da América - Tape Car, 1981
- Toda Cidade É um Pássaro - produção independente, 1982
- Canto Lunar - Som Livre, 1983
- Cantiga do Verso Avesso - produção independente, 1992
- Cinco Movimentos & Um Soneto -  Leblon Record, 1994
- Mapa das Horas -  Lumiar Discos, 2004
- Capote de Pedras - Tratore, 2016

## Livros Publicados
- Geração Estrela —  Paz e Terra (poesia, 1975, com prefácio de Moacyr Félix)
- Flor do Milênio —  Ed. Civilização Brasileira (poesia, 1981)
- Canções de Acender a Noite —  Ed. Civilização Brasileira (poesia, 1982, com prefácio de Paz Loureiro)
- A Equação da Noite —  Ed. Philobiblion (poesia, 1985)
- Ponto Zero —  Editora Globo (poesia, 1987, com prefácio de Antônio Houaiss e posfácio de Olga Savary)
- O Inventor de Enigmas —  Ed. José Olympio (poesia, 1989, com prefácio de Ivan Junqueira)
- Invenção para uma Velha Musa —  Ed. José Olympio (poesia, 1990, com prefácio de Nelson Werneck Sodré)
- Teatro dos Elementos & Outros Poemas —  Ed. Sette Letras (poesia, 1993, com prefácio de Rachel de Queiróz)
- O Insólito Festim —  Ed. Nova Fronteira (romance, 1994, com prefácio de Raquel de Queirós)
- Cantares de Amor e Abismo —  Ed. Sette Letras (poesia, 1995)
- O Violoncelo Verde —  Ed. Civilização Brasileira (romance, 1997, com prefácio de Sérgio Viotti)
- Poesia Reunida —  Ed. Ediouro (poesia, 2002)
- Memórias da Montanha —  Ed. Ediouro (romance, 2006)
- Lampadário –  Ed. 7Letras (poesia, 2008, com prefácio de Alexei Bueno)
- Assombros & Perdidos – Ed. 7Letras (poesia, 2011, com prefácio de Frederico Gomes)
- Poema Cenário – Ed. de Cultura (poesia ilustrada, 2013)
- Poema Cenário e outros silêncios – Ed. 7Letras (poesia, 2015)
- Discurso Para Desertos – Ed. Escrituras (poesia, 2018)
- O cavalo cantor e outros contos – Espelho D'alma (contos, 2019)
- O cavalo cantor e outros contos - Editora Gato Bravo (contos, 2020, edição portuguesa - com prefácio de António Carlos Cortez)
- O secreto silêncio do amor − Ed. Penalux (poesia, em conjunto com Álvaro Alves de Faria, 2021)
- O Amor imaginário - 7Letras (poesia, 2022, com orelhas de Alexei Bueno e prefácio de Álvaro Alves de Faria)
- O barulho do fim do mundo - Editora Bertrand do Grupo Editorial Record (romance, 2023)

## Prêmios
- Prêmio Guararapes de poesia (UBE), 1987.
- Prêmio União Brasileira de Escritores (UBE), melhor autor jovem, 1988.
- Prêmio Nacional de Literatura do Pen-Club do Brasil - poesia - 1990 (Prêmio Luiza Cláudio de Souza)
- Prêmio Nacional de Literatura do Pen-Club do Brasil - romance - 1995 (Prêmio Luiza Claudio de Souza)
- Prêmio Associação Paulista dos Críticos de Arte – poesia (APCA), 1990.
- Prêmio Olavo Bilac – poesia, da Academia Brasileira de Letras, 1991.
- Prêmio José Marti - UNESCO - Literatura (conjunto de Obra) - 1994.
- Prêmio Alejandro José Cabassa – romance (UBE), 1995.
- Prêmio Yeda Schmatz – poesia (UBE) 2004
- Prêmio José Picanço Siqueira (UBE) 2007
- Prêmio Cecília Meireles - poesia (UBE) 2008
- Prêmio ABL de Poesia 2009
- Prêmio Alceu Amoroso Lima Poesia e Liberdade 2021